# Spartak-2 Moskau
Spartak-2 Moskau bezeichnet die Reservemannschaft von Spartak Moskau. Die Mannschaft trat bis zu ihrer Auflösung 2022 zeitweilig im professionellen russischen Fußball an.

## Geschichte
Eine im Ligabetrieb antretende Zweitvertretung des 1922 gegründeten Fußballvereins Spartak Moskau entstand in den 1960er Jahren, diese trat vornehmlich im regionalen Fußball der russischen Sowjetrepublik in Erscheinung. Nach dem Zusammenbruch der Sowjetunion wurde die Mannschaft 1992 der dritthöchsten Spielklasse innerhalb der Russischen Föderation zugeordnet, stieg aber nach zwei Spielzeiten in die vierte Liga ab. 1998 gelang die Rückkehr, ehe die Mannschaft 2000 erstmals eingestellt wurde.
2013 wurde der Spielbetrieb in der Reservemannschaft von Spartak Moskau im Perwenstwo PFL wieder aufgenommen, dort wurde die Mannschaft zwei Jahre später am Ende der Spielzeit 2014/15 Staffelsieger und stieg in das zweitklassige Perwenstwo FNL auf. Der Aufsteiger belegte in der Spielzeit 2015/16 dort den fünften Tabellenplatz und hielt sich anschließend insbesondere im mittleren Tabellenbereich der Liga. Nach Ende der auf dem siebten Tabellenrang abgeschlossenen Spielzeit 2021/22 zog Spartak Moskau die Mannschaft aus finanziellen Gründen vom Spielbetrieb zurück.